# Trifolium campestre
El trébol amarillo (Trifolium campestre) es una especie de plantas fanerógamas, perteneciente al género Trifolium. También se la conoce como trébol dorado, trébol de campo, trébol campesino y trébol campestre.

## Nombres vernáculos
Estos son los nombres por los que se conoce más a menudo a dicha planta, con algunos ejemplos dentro de España como en otros países más alejados. La existencia de estos nombres es una señal más de la amplia distribución de este trébol por todo el mundo:
| Idioma     | Apelativo                |  | Idioma   | Apelativo                      |
| ---------- | ------------------------ |  | -------- | ------------------------------ |
| Castellano | Fenarda, trébol amarillo |  | Inglés   | Yellow clover, Yellow trefoil  |
| Catalán    | Trèvol                   |  | USA      | Field clover, Hop clover       |
| Euskera    | Hirusta                  |  | Chino    | Cao yuan che zhou cao (pinyin) |
| Gallego    | Trebo                    |  | Alemán   | Feld-Klee                      |
| Portugués  | Trevo                    |  | Lituania | Tirumu abolinš                 |

## Antecedentes
Como se puede ver en la ilustración de la derecha el Trifolium campestre pertenece a la familia de las Fabáceas, también conocida como leguminosas, orden de las dicotiledóneas o plantas con flores. Este orden incluye 4 familias (Fabaceae, Polygalaceae, Quillajaceae y Surianaceae), con 754 géneros y más de 20.000 especies. Sin embargo, más del 95 por ciento de los géneros y de las especies pertenecen a las leguminosas. Fabaceae es la familia más amplia constituyendo la tercera parte de las angiospermas.
Junto con Poaceae (gramíneas), Fabaceae es la familia de plantas más importante en la producción de alimentos para seres humanos y ganado, así como en la producción de productos industriales.
La subfamilia de las Papilionáceas presenta 476 géneros y 13.860 especies y es la división más grande y diversa de la familia. Se extiende por todos los continentes excepto las regiones árticas e incluye la mayoría de las leguminosas más populares utilizadas como alimento o forraje, así como varias especies modelo para investigaciones genómicas.
Debido al trabajo de las bacterias nitrificantes que albergan los nódulos de sus raíces, también llamados rizobios, insertan nitrógeno al suelo, lo que es necesario para el crecimiento vegetal, con lo que las legumbres son también un elemento esencial en la naturaleza y en la agricultura. los tréboles son valiosos para mejorar el suelo y las plantas de conservación del suelo, ya que agrega entre 55 y 170 kg/ha de nitrógeno al suelo y aumenta la disponibilidad de otros nutrientes para los cultivos siguientes en la rotación.
A causa de los procesos de fijación de nitrógeno que aportan al medio natural las leguminosas son de importancia capital en distintos ámbitos, como el enriquecimiento del suelo –por el que muchos bosques y praderas no existirían probablemente-, fijación de la capa más externa del suelo–en ambientes especialmente hostiles por su adaptación a distintos medios-, alimentación humana –sobre todo por lo que a sus semillas se refiere- y como componente indispensable en la alimentación de especies destinadas a la producción animal, especialmente rumiantes de carne y leche –ya sea en fresco, al diente, en heno o en ensilados, casi siempre mezclado con plantas de la familia de las gramíneas-.
El trébol es muy apetecible, alta palatabilidad (ver más abajo, en el apartado Uso agronómico), para el ganado y es rico en proteínas, fósforo y calcio, por lo tanto para aportar los nutrientes valiosos, ya sea en el campo o en la etapa de secado, como ensilado o como heno.
Las legumbres son quizás más conocidas por sus nombres comunes, como guisantes, habas, soja, cacahuetes, alfalfa y trébol. La fruta característica de la mayoría de las legumbres es una vaina (legumbre) que consiste, en esencia, en un ovario como una hoja doblada, como en una vaina de guisantes. La cápsula normalmente se divide en dos mitades cuando madura. El número de semillas no es muy elevado.

## Distribución
Nativa de Europa y del oeste de Asia. Con el transcurso de los siglos, y gracias a los descubrimientos y a las migraciones, se ha extendido por todo el mundo. Hay referencias de ella en todos los países en los que se han llevado a cabo inventarios botánicos y donde las condiciones de clima, suelo y altitud son medianamente favorables.
En España se desarrolla en todo el territorio pues han aparecido referencias en Canarias y Baleares también. Crece en muchas áreas, especialmente en hábitats de pastos secos, arenosos, y en campos de cultivo, márgenes de bosques, bancales, terrenos baldíos. Como veremos se adapta bien a terrenos drenados, pobres. Se muestran a continuación algunos ejemplos de notificación de aparición, ámbito y referencias.
Se inventaría así su presencia en la zona noreste de Portugal y sudeste de Galicia. La localización sería preferentemente en las cuencas de los pequeños ríos de la zona y en la frontera con España.
Aparece este trébol como especie compañera en pastizales del marco geográfico del NO de Castilla y León (España). Son pastizales oligótrofos, formados por terófitos, que se presentan sobre suelos poco profundos originados a partir de pizarras y esquistos del Cámbrico. Poseen una fenología tardía, final de primavera o principios de verano. Ocupan biotopos temporalmente encharcados durante el invierno, bordes de pequeñas charcas temporales y también el fondo de pequeñas vaguadas, donde se acumula mayor humedad edáfica y que soportan, sin embargo, una acusada sequía estival.Es una asociación presidida por el terófito Agrostis pourretii que le confiere el característico color amarillo pálido a la comunidad y es quien aporta la mayor parte de la biomasa. Su aparición es más evidente en zonas más secas y soleadas del pastizal.
Se detecta presencia de este trébol en comunidades pascícolas de Andalucía, comunidades de Jaén, Córdoba y, ocasionalmente, en Cádiz y Málaga (especialmente campiñas del Guadalquivir y del Genil). La comunidad está presidida por la asociación Hordeo ieporini-Glossopappeturn macroti as. nova. Su presencia se sitúa, sobre todo, en áreas de cierta altitud, sobre los 450-500 metros sobre el nivel del mar. También está presente como asociada en la comunidad presidida por la pareja Ononido crotalarioidis-Aegilopetum geniculatae as. Nova., con especial presencia en zonas de altitud por encima de los 500 metros. Suelen ser terrenos de talud, margosos y arcillosos, de las provincias de Córdoba y Jaén.
Pequeña hierba anual, erguida, con reducidos glomérulos (8-10 mm) de flores amarillas muy persistentes al secarse. Hierba colonizadora de amplio espectro, aunque suele abundar más en herbazales alterados o subnitrófilos, zonas frecuentadas o pastoreadas con cierta humedad primaveral pero muy secas en verano, sobre todo tipo de sustratos.Frecuente en tales ambientes por casi toda la provincia de Burgos, especialmente por su vertiente este.
Parte del mismo equipo de catalogación anterior refiere recogida de muestras de Trifolium campestre en la provincia de Soria (España), en distintos transectos.
Se referencian muestras de esta planta, así como endemismos, en distintas zonas del Levante español, desde Barcelona hasta Alicante, por la costa, y en distintos puntos de las Islas Baleares.
El Atlas de Agricultura Ecológica de Rusia y Países Vecinos ofrece una descripción amplia de la planta, de su entorno, y la sitúa en todo el país así como en el sur, el Cáucaso, países fronterizos, la frontera occidental con Europa, y Extremo Oriente.
Se detecta presencia de Trifolium campestre en el desierto del Negev, en Israel, en las zonas orientadas al norte, en una evolución temporal de tres años. Este estudio investigaba la influencia de la plantación de especies forrajeras variadas en la restauración de zonas áridas.
El inventario en los Estados Unidos de América cubre prácticamente todos los estados, salvo los más desérticos y los más al norte, donde la temperatura baja en invierno considerablemente. Hay distintos estudios sobre su uso como consolidación de suelos y como complemento en alimentación animal.
Varios autores han encontrado poblaciones de trébol campestre en distintos pastos de montaña, de colinas y en ciertos valles del interior de Italia. Recomiendan su uso, además, como de interés forrajero para la alimentación animal.

## Descripción
- Es una planta herbácea bienal o anual, pubescente.
- Los tallos pueden alcanzar hasta 50 cm de altura, ramificados en la base, decumbentes o ascendentes. Pueden presentar unas pequeñas vellosidades en su parte final. Rara vez procumbentes. Glabroso con pelos patentes en la parte inferior, con pelos adpresos en la superior.
- Hojas trifoliadas, brevemente pecioladas. Los pecíolos pueden alcanzar 25 mm, generalmente con pelos adpresos, rara vez glabros.
- Folíolos de 8–16 o 18 mm de largo (según la fuente), elípticos, verdepálido, glabros, dentados hacia el ápice, los laterales casi sentados, el central peciolado, de 3–5 mm, sin mucrón (a diferencia de las especies del género Medicago como alfalfa, hualputra, etc.). Truncados o retusos. Más raramente pelosos por toda la superficie.
- Estípulas lanceoladas, agudas, membranáceas, glabras, glabrescentes o ciliadas, las superiores auriculadas.
- Con raíz axonomorfa, rammificándose enseguida en pequeñas raicillas muy delgadas.
- Pedúnculos de 5-35 x 0,3-0,5 mm, con pelos adpresos.
- Pedicelos generalmente más cortos que el tubo del cáliz, rara vez algo más largos, reflejos en la fructificación.
- Con inflorescencias distintivas amarillas que superficialmente recuerdan a las flores del lúpulo. Cada cabeza floral es la unión de flores individuales cilíndricas o esféricas de entre 20-40 flores; que con la edad y el secado se vuelven pardas.Se caracterizan porque al secarse adquieren forma cocleariforme (con forma de cuchara). Sus flores jóvenes se caracterizan por ser hermafroditas, zigomorfas y pentámeras.
- Cáliz membranoso con 5 nervios; dientes superiores más cortos que el tubo; los inferiores hasta 2 veces más largos que el tubo. El cáliz es zigomorfo, campanulado y pedunculado.
- Corola de (3,5-) 4-5,5 (-6) mm, más larga que el cáliz, persistente y escariosa en la fructificación, amarilla virando a pardo en la desecación.
- Estandarte, vexilo, con estriaciones longitudinales bien marcadas, con el limbo curvado en el ápice, fimbriado, alas divergentes.
- El fruto es estipitado, incluido en el cáliz o algo más largo, indehiscente, con pericarpo membranáceo, con una semilla; con estípite algo más corto que el resto del fruto.
- Las semillas 0,7-0,8x1,1-1,2 mm, lisas, amarillentas. Son de forma ovoide. Pueden pesar cada una alrededor de 0,5 mg 2n = 14; n = 7.[13]

Su número cromosómico es 2n=14 Esp.: J.

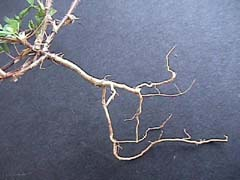
Raíz axonomorfa de este trébol
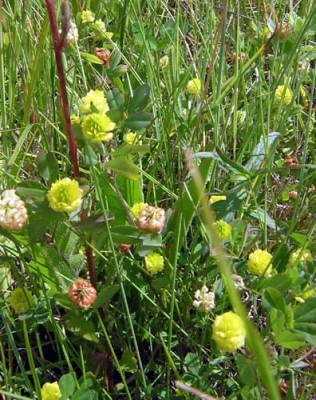
Planta entera
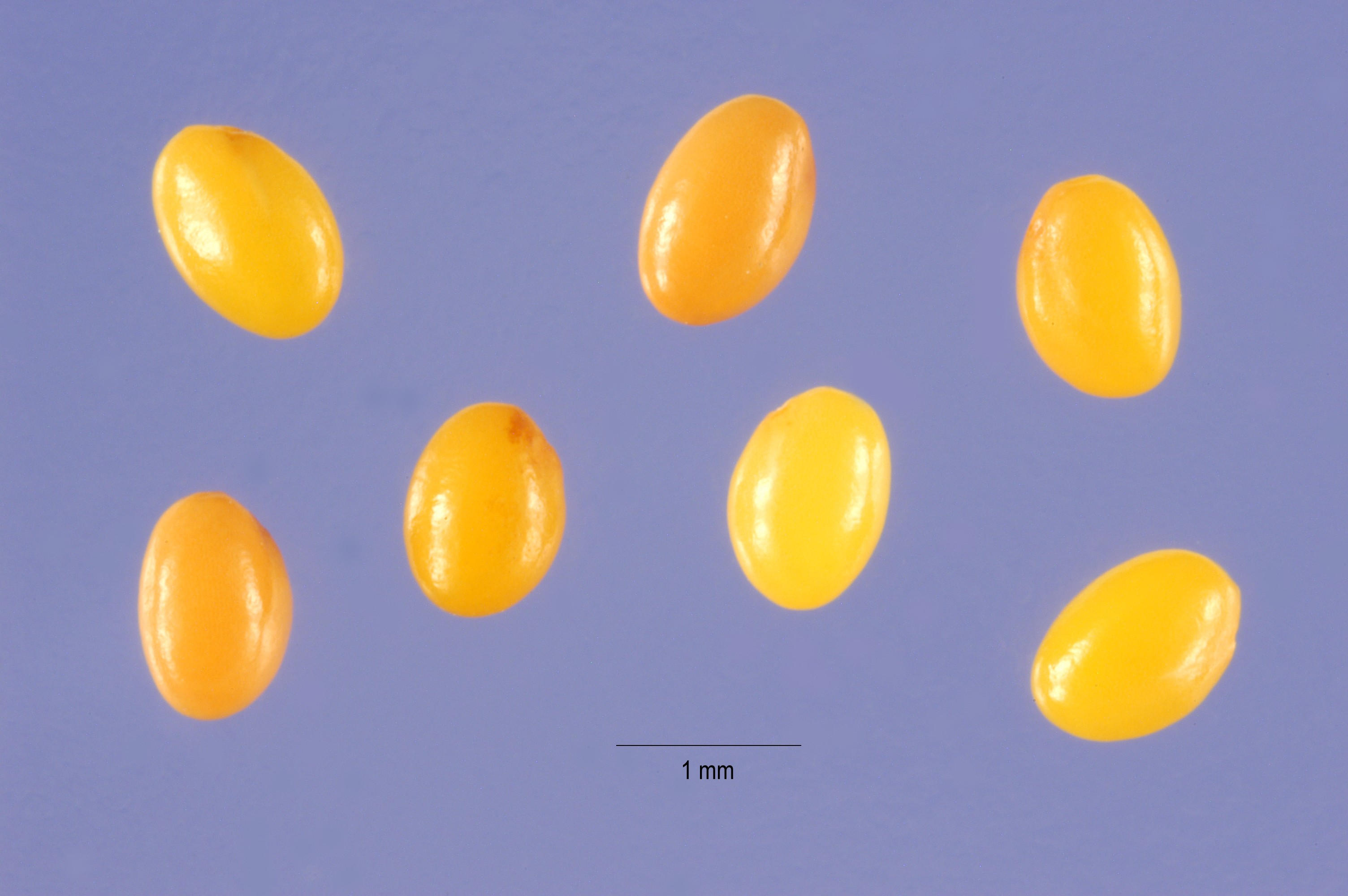
Granos de polen
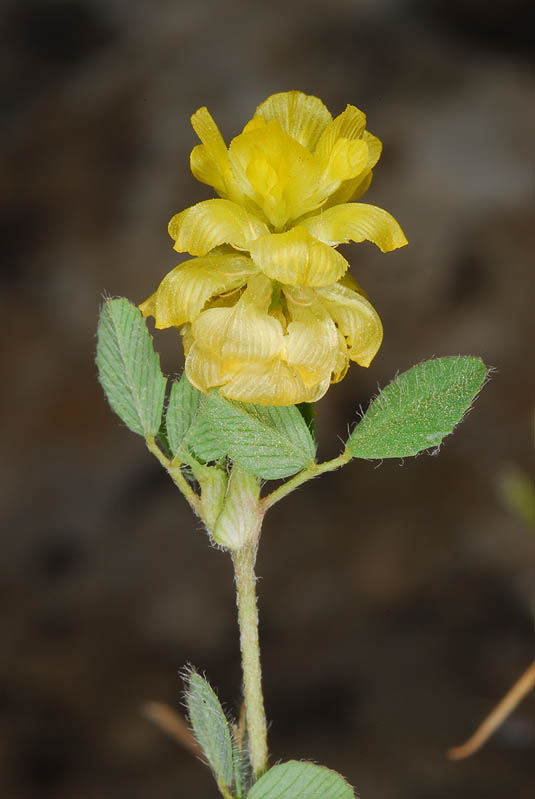
Tallo, hojas y flor. Se observan las pilosidades y el dentao de las hojas

## Entorno y cultivo
Esta especie es el tercer trébol más importante en agricultura debido a la calidad de su follaje para alimentar el ganado y regenerar suelos. Desarrolla nódulos en sus raíces con bacterias simbióticas del género Rhizobium que fijan nitrógeno (ver apartado Antecedentes). No se planta generalmente, aunque es considerada una valiosa hierba cuando aparece espontánemanete en un pasto. Se ha naturalizado en Norteamérica, particularmente en el oeste y el sur del continente.
Se desarrolla en climas templados; su óptimo de crecimiento es 25 °C, es muy exigente en cuanto a luz y sensible a la sequía.

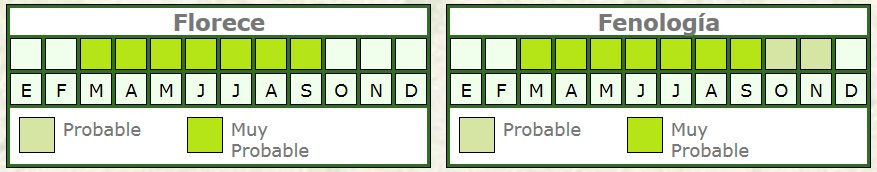
Tablas de florescencia y fenología a lo largo del año

Como sus compañeras las leguminosas, desarrolla una fotosíntesis tipo C3.
El trébol amarillo prefiere suelos ácidos (pH entre 5,5 y 7,5), secos, mullidos, algo fértiles y calcáreos, también algo arenosos, margoso-arcillosos, de praderas con cobertura herbácea abierta.
Polinización: no hay datos para esta especie, pero experimentos controlados han mostrado la capacidad de polinización alta de las especies Bombus pascuorum y Bombus lapidarius, especies de abejorros, para Trifolium aureum.
Esta especie está estrechamente relacionada con Trifolium aureum Pollich, tanto por su apariencia física como por su comportamiento y presencia en el entorno.

### Plantación
Su cultivo se basa en cultivares de unos 3 dm de profundidad.
El semilleo se lleva a cabo los meses de septiembre y octubre, cuando la temperatura media diaria desciende por debajo de los 26 °C (90 °F).
El pH del suelo es uno de los factores más limitantes. Como se ha visto se sitúa entre 5,5 y 7,5 el rango óptimo. Si el suelo estuviera más ácido sería necesario corregirlo con la adición de cal.
Los nutrientes del suelo es otro de los factores críticos. En este caso el fósforo y el potasio. Para el primero se necesita un nivel de fósforo de 40 o superior, mientras que de potasio debe superar 220. Caso de no ser así, debería agregarse al suelo unos días antes de la siembra.
Se semilla a razón de 50-60 kg/ha (alrededor de unas 3 lbs. por área o acre). La plantación tiene lugar entre septiembre y octubre. La semilla se planta superficialmente, bastando con que quede a 2 a 3 mm de la superficie del suelo o, incluso, en la propia superficie. (datos de Texas AgriLife Research and Extension Center (enlace roto disponible en Internet Archive; véase el historial, la primera versión y la última).).
Un resumen de las características preferidas para T. Campestre, en cuanto a suelo se refiere, se resume en la siguiente tabla:
| Especie      | pH      | Textura          | Drenaje | Maduración | Producción potencial | Potencial de resiembra | Tolerancia al frío | Ratio de siembra (kg/ha) |
| ------------ | ------- | ---------------- | ------- | ---------- | -------------------- | ---------------------- | ------------------ | ------------------------ |
| T. campestre | 5,5-7,5 | Arenoso, margoso | Bueno   | Temprana   | Bajo                 | Medio                  | Buena              | 50-60                    |

El procedimiento se podría esquematizar como sigue:
1. Se rastrilla para hacer surcos en el suelo. Para grandes superficies se puede utilizar una maquinaria al efecto. En ocasiones se recomienda pasar un rulo no muy pesado en una dirección para apisonar algo el terreno
2. Se llena un esparcidor de semillas con las semillas de trébol. Se utilizan unos 30 kg/ha (datos sacados de la página de Samuel Roberts Noble Foundation (enlace roto disponible en Internet Archive; véase el historial, la primera versión y la última).) si se siembra trébol campestre (para otras especies conviene revisar la dosis de siembra). Para los pastos grandes se usa un separador que se puede tirar detrás de un tractor. Se recomienda la adición de serrín para las semillas se puedan lanzar de manera uniforme, ya que son muy pequeñas.
3. Mientras se desplaza el tractor se mueve el esparcidor sobre el área de pastoreo en una dirección, y luego se repite por filas en la dirección opuesta. Esto da una cobertura completa de la zona.
4. Si se puede regar ligeramente, una aspersión durante 15 minutos diarios, se garantiza la emergencia. Se deja de regar una vez que se vea el crecimiento.
5. Suele aconsejarse pasar un rodillo de nuevo en dirección contraria a como se pasó inicialmente. La profundidad de la plantación no debe superar las 4 veces el diámetro de la semilla.

Se puede recolectar, si es que ese va a ser su uso, entre los meses de marzo o abril, antes de que estalle la floración. Lo normal, tratándose de pastizales, es que se consuma al diente sobre esos mismos meses.

## Uso agronómico
El trébol amarillo o de campo prepara el suelo para el enraizamiento de otras especies, elevando la capacidad hídrica del suelo, ayuda a aligerar los suelos y a lavarlos y aumenta el drenaje de los mismos.
Los valores de siembra son los indicados en el apartado anterior. El uso de esta leguminosa, no obstante, está más indicado como herbácea asociada con otras leguminosas y gramíneas. En este caso, y según datos referentes a Trifolium repens, la dosis de siembra estaría en unos 3 kg/ha.

### Producción
Las estimaciones más conservadoras son que las leguminosas pueden proporcionar de 40 a 160 kg de nitrógeno por hectárea (de 2 a 8 libras de nitrógeno por acre) durante el crecimiento después del año de su fundación. La mayoría de los ganaderos, sobre todo de ganado extensivo, consideran indispensable hacer uso de ese aporte de nitrógeno para ahorrar la fertilización artificial y los problemas que conlleva. La resiembra de tréboles puede resultar de interés en zonas donde se observa una precipitación mínima anual adecuada.
Según diferentes datos de ensayos en cultivo puro en la zona norte de España y en Galicia, la producción oscila entre 9 y 12 tMS/ha, cifras obtenidas bajo corte y sin pastoreo, lo que no es la situación más habitual en cuanto a utilización de este trébol (datos asociados a trébol ladino). Dado que la eficiencia de T. campestre es menor, podría considerarse el límite inferior como el más aproximado para su caso. En el caso de estar asociado a cultivos de gramíneas se ha encontrado que el trébol podría ser responsable del 25% de la producción total por hectárea, es decir, en torno al 10-15% de la totalidad de la producción de materia seca.
Trifolium campestre está descrito como un forraje de muy buena calidad, mencionado así por distintos autores (Fajardo et al., 2007; Velasco Santos, 2009; Aceituno Mata et al., 2010; Velasco Santos et al., 2010; y Tejerina Gallardo, 2010) (aparece citado así en “Estudio etnobotánico de Aracena” – Andres…), mientras otros, más antiguos, lo catalogan como medio (Hermann, 1953). Sin embargo, aunque se considera de valor forrajero alto, es de poco rendimiento. Esta quizás sea la principal causa por la que se usa muy poco en siembras monofitas o en pastizales mixtos. Como conclusión, es idóneo para la producción poco intensiva y se recomienda abonar con estiércol compostado para subir parámetros de rendimiento.
Resulta de interés conocer su composición a efecto de uso como alimento para el ganado. Datos referentes a este trébol no han podido encontrarse aunque se puede usar la composición del trébol ladino como referencia más habitual en formulación de ensilados y henos y comparable a otros tréboles forrajeros como el campestre (Encyclopedia Britannica)). La siguiente tabla aporta un resumen en este sentido:
| Estado | MS (%) | Nutr. digest. totales (%) | Proteína (%) | Grasa (%) | Fibra bruta (%) |
| ------ | ------ | ------------------------- | ------------ | --------- | --------------- |
| Fresco | 89,0   | 53,4                      | 19,9         | 2,4       | 18,5            |
| Seco   | 17,7   | 13,8                      | 4,4          | 0,8       | 2,5             |

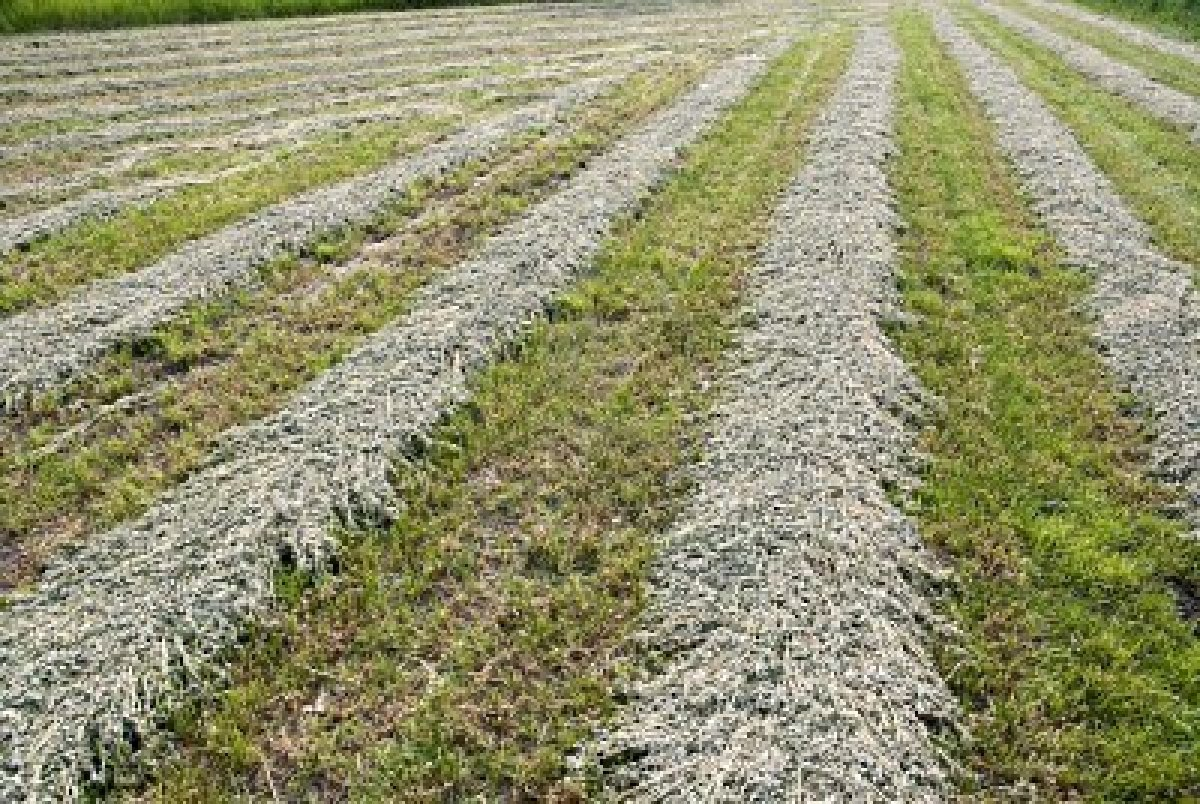
Trifolium campestre en un campo después de la cosecha

El Servicio de Información de Alimentos de la Universidad de Córdoba está construyendo una base de datos con información de nutrientes y parámetros nutricionales de la mayoría de las materias primas que entran a formar parte de la alimentación animal. Esta es la tabla para Trifolium campestre en estado de hierba.
(Cu, Fe, Mag, Mo, y Zn se miden en ppm/MS; pr otra parte los otros elementos se miden en %/MS)
| Azufre | Calcio | Cobre | Fósforo | Hierro | Magnesio | Manganeso | Molibdeno | Potasio | Proteína bruta | Sodio | Zinc  |
| ------ | ------ | ----- | ------- | ------ | -------- | --------- | --------- | ------- | -------------- | ----- | ----- |
| 0,17   | 0,97   | 10,0  | 0,18    | 139,0  | 0,27     | 78,0      | 0,37      | 1,42    | 17,56          | 0,11  | 28,80 |

Esta es la tabla para Trifolium campestre en estado de forraje (donde todos los parámetros se miden en %MS salvo la propia MS (materia seca); FAD=Fibra ácido digestible; LAD=Lignina ácido digestible):
| Cenizas | Extr. etéreo | FAD  | Fósforo | LAD   | Magnesio | MS   | Potasio | Protéina bruta | Sodio |
| ------- | ------------ | ---- | ------- | ----- | -------- | ---- | ------- | -------------- | ----- |
| 8,20    | 3,70         | 34,9 | 0,25    | 10,50 | 0,61     | 31,4 | 0,87    | 12,2           | 0,03  |

Está referido en un par de estudios la buena asociación que presenta la alfalfa con algunos tréboles, concretamente 11 especies. Se comprobó que T. campestre era uno de los que mejor llevaba esa asociación.
Con gramíneas la asociación también es muy buena, como se ha comentado ya. Una de las gramíneas preferidas como compañía del trébol de campo es el rye-grass y, también, con bermuda.
Conviene considerar la posible aparición de dos parásitos en una pradera de trébol de campo. Estos parásitos son Hypera nigrirostris, que se centra en hojas y flores, y Dasyneura leguminicola, con efectos similares, incluso en el tallo. Las referencias a este respecto son, no obstante, algo anticuadas. También los curculiónidos son posibles atacantes de esta leguminosa, con informes al respecto en El Algarve (Portugal) y en Gerona.

### Aplicaciones
Los investigadores, en plantaciones del estado de Oklahoma, fueron capaces de desarrollar 60 pares madre-cría en 131 ha de pasto con una mezcla de trébol anual sin complementar la alimentación del ganado. La carne producida tenía un promedio de 1300 kg/ha (291 libras por acre). Los investigadores estimaron que la producción equivalente en hierba bermuda o festuca habría requerido de unos 700 kg de nitrógeno por hectárea (150 libras de nitrógeno por acre). A 0,50 € por kg de nitrógeno (US $ 0,30 por libra de nitrógeno), el ahorro hubiera sido de 350 € por hectárea ($ 45 por acre). Este proyecto resultaba viable con la carga animal determinada.
El Dr. Monte Rouquette, que trabaja en Overton, Texas, usó hierba bermuda que fue resembrada con rye-grass y fertilizados con nitrógeno, o resembrado con trébol y fertilizado con el potasio. La ganancia media durante un periodo de doce años fue de 6400 kg/ha para la asociación con rye-grass y 4500 kg/ha para la de trébol (por acre para los terneros era 640 libras con la resiembra rye-grass y 450 libras con el trébol). El costo promedio de doce años fue de 0,35 € por cada kg de ganancia (por cada libra de ganancia fue de $ 0,210) con la resiembra raigrás y de 0,2 € por kg de ganancia para el trébol ($ 0,115 centavos de dólar por libra con el trébol). Por lo tanto, la ganancia desde la asociación con trébol era sólo el 70 por ciento respecto a la del sistema de nitrógeno fertilizante, pero el coste de producción fue un 55 por ciento menor. Esta investigación muestra que los pastos bermuda pueden ser sostenibles y productivos sin fertilizante nitrogenado.
Conviene minimizar el pastoreo en los espacios semillados hasta que el soporte de la planta se haya consolidado. Después del establecimiento, el pastoreo moderado durante el otoño y el invierno puede ser aceptable. Las opciones no son muchas, no obstante, porque la mayoría de las legumbres producen poca cantidad de forraje pastoreable hasta el final del invierno o principios de primavera. La presión del pastoreo puede ser necesaria cuando las gramíneas anuales de invierno sean abundantes y amenacen con bloquear la luz para las leguminosas.
Para un máximo beneficio por ahorro de fertilizantes, conviene mantener las legumbres moderadamente durante toda la primavera hasta que echen semilla con que las plantas ayudan a sembrar el nuevo soporte y se podría eliminar la leguminosa como forrajera. En grandes extensiones de pastizales de leguminosas es posible que haya que cortar las plantas, para heno por ejemplo, al final de la primavera para permitir que durante la estación cálida continúe la producción de pasto. Hay que considerar una buena práctica que consistiría en la rotación del pastoreo y de los cultivos, así como la mezcla de leguminosas y de ellas con gramíneas de palatabilidad y producción aseguradas.
Una vez que las legumbres se han consolidado en un pasto, es una buena práctica la plantación de semillas adicionales cada año o cada dos años, pero en cantidades más reducidas, especialmente si la producción de semillas fue deficiente debido a las condiciones ambientales o por excesiva presión de pastoreo. Si se quiere autosemillar, o recoger semilla para posterior semillado, hay que dejar que la planta alcance un porcentaje en campo del 75% de flores de color pardo.
Como se ha comentado en este artículo, la aplicación de T. campestre es muy adecuada para suelos ácidos, drenados, no especalmene fértiles, y en asociación con otras herbáceas como leguminosas, gramíneas u otros productos. Es especialmente indicada para dehesas aunque, como también se ha comentado, la producción de materia seca por hectárea no va a ser de las más altas. Conviene tener presente que la distribución de Trifolium campestre sobre suelo de dehesa, tanto bajo roble como bajo encina, indica la preferencia de la especie por situarse en la periferia o en el exterior de la mancha de copa sobre el suelo, presentando un carácter medio de la tendencia.

## Nombre común
- Castellano: estrebo, fenarda, fernada, garbancillo, trebo, trebu, tremoncillo, triégule, trébol, trébol amarillo, trébol dorado, trébole, trébolo.[24]

## Bibliografía

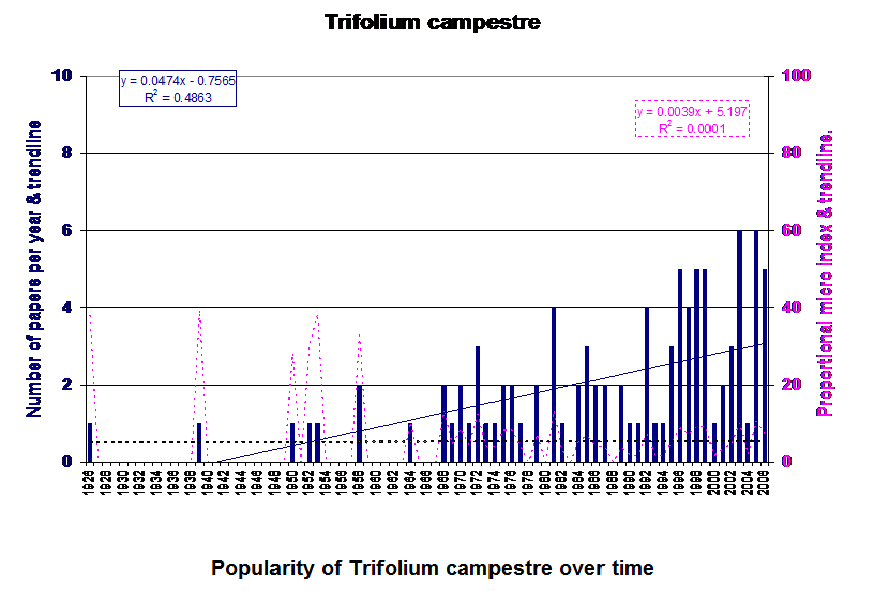
Frecuencia de aparición de la especie Trifolium campestre en estudios, seminarios y comunicaciones científicas en general, durante los últimos años